# می‌سی همپتون
می‌سی همپتون (به انگلیسی: Meysey Hampton) یک روستا در بریتانیا است که در Maiseyhampton واقع شده‌است. می‌سی همپتون ۵۶۶ نفر جمعیت دارد.